# Saudi Professional League 2023/24
Die Saudi Professional League 2023/24 war die 48. Spielzeit der höchsten saudi-arabischen Fußballliga seit ihrer Gründung im Jahr 1976. Die Liga wird aus Sponsorengründen auch Roshn Saudi League genannt. Organisiert wird die Liga vom saudi-arabischen Fußballverband. Der Spielbetrieb begann mit dem ersten Spieltag am 11. August 2023 und endete mit dem letzten Spieltag am 27. Mai 2024. Titelverteidiger ist der Ittihad FC.
Meister wurde al-Hilal.

## Mannschaften
| Mannschaft      | Standort        | Stadion                                                  | Kapazität    |
| --------------- | --------------- | -------------------------------------------------------- | ------------ |
| Abha Club       | Abha            | Prince Sultan bin Abdul Aziz Stadium                     | 20.000       |
| al-Ahli         | Dschidda        | King Abdullah Sports City Stadium                        | 62.345       |
| al-Ettifaq      | Dammam          | Prinz-Mohamed-bin-Fahd-Stadion                           | 35.000       |
| al-Fateh SC     | al-Hasa         | Prince Abdullah bin Jalawi Stadium                       | 26.000       |
| al-Fayha FC     | Al-Madschmaʿa   | Al Majma'ah Sports City                                  | 7.000        |
| al-Hazem        | ar-Rass         | Al-Hazem-Club Stadium                                    | 8.000        |
| al-Hilal        | Riad            | König-Fahd-Stadion                                       | 62.685       |
| Ittihad FC      | Dschidda        | King Abdullah Sports City Stadium                        | 62.345       |
| Khaleej Club    | Saihat          | Prinz-Mohamed-bin-Fahd-Stadion                           | 35.000       |
| al-Nassr FC     | Riad            | KSU Stadium                                              | 25.000       |
| Al-Okhdood Club | Nadschran       | Prince Hathloul bin Abdul Aziz Sport City Stadion        | 12.000       |
| al-Raed         | Buraida         | King Abdullah Sport City Stadium                         | 25.000       |
| Al-Riyadh SC    | Riad            | Prince Turki bin Abdul Aziz Stadium                      | 15.000       |
| al-Shabab       | Riad            | Al-Shabab Club Stadium                                   | 15.000       |
| al-Taawoun      | Buraida         | King Abdullah Sport City Stadium Al-Taawoun Club Stadium | 25.000 5.961 |
| Al-Tai FC       | Ha'il           | Prince Abdul Aziz bin Musa'ed Stadium                    | 12.000       |
| al-Wahda        | Mekka           | König-Abd-al-Aziz-Stadion                                | 38.000       |
| Damac FC        | Chamis Muschait | Prince Sultan bin Abdul Aziz Stadium                     | 20.000       |

## Personal
Stand: Saisonbeginn 2023/24
| Mannschaft      | Trainer             | Mannschaftskapitän    |
| --------------- | ------------------- | --------------------- |
| Abha Club       | Czesław Michniewicz | Abdullah Al-Zori      |
| al-Ahli         | Matthias Jaissle    | Roberto Firmino       |
| al-Ettifaq      | Steven Gerrard      | Jordan Henderson      |
| al-Fateh SC     | Slaven Bilić        | Mohammed Al-Fuhaid    |
| al-Fayha FC     | Vuk Rašović         | Sami Al-Khaibari      |
| al-Hazem        | Filipe Gouveia      | Khaled Al-Barakah     |
| al-Hilal        | Jorge Jesus         | Salman al-Faraj       |
| Ittihad FC      | Nuno Espírito Santo | Romarinho             |
| Khaleej Club    | Pedro Emanuel       | Abdullah Al-Harbi     |
| al-Nassr FC     | Luís Castro         | Cristiano Ronaldo     |
| Al-Okhdood Club | Jorge Mendonça      | Hussain Al-Zabdani    |
| al-Raed         | Igor Jovićević      | Sultan Al-Farhan      |
| Al-Riyadh SC    | Yannick Ferrera     | Abdulelah Al-Khaibari |
| al-Shabab       | Marcel Keizer       | Éver Banega           |
| al-Taawoun      | Péricles Chamusca   |                       |
| Al-Tai FC       | Krešimir Režić      | Abdulaziz Al-Harabi   |
| al-Wahda        | Georgios Donis      | Waleed Bakshween      |
| Damac FC        | Cosmin Contra       | Farouk Chafaï         |

## Ausländische Spieler
| Mannschaft      | Spieler 1          | Spieler 2        | Spieler 3         | Spieler 4              | Spieler 5           | Spieler 6           | Spieler 7               | Spieler 8            | Nicht registrierte Spieler  | Ehemalige Spieler                                      |
| --------------- | ------------------ | ---------------- | ----------------- | ---------------------- | ------------------- | ------------------- | ----------------------- | -------------------- | --------------------------- | ------------------------------------------------------ |
| Abha Club       | Fabián Noguera     | Marcel Tisserand | François Kamano   | Luka Đorđević          | Grzegorz Krychowiak | Ciprian Tătărușanu  | Uroš Matić              | Saad Bguir           |                             | Tayeb Meziani Karl Toko Ekambi Devis Epassy Saad Natiq |
| al-Ahli         | Roberto Firmino    | Roger Ibañez     | Riyad Mahrez      | Allan Saint-Maximin    | Franck Kessié       | Édouard Mendy       | Gabri Veiga             | Merih Demiral        | Ezgjan Alioski Modou Barrow | Ryad Boudebouz                                         |
| al-Ettifaq      | Paulo Victor       | Karl Toko Ekambi | Seko Fofana       | Moussa Dembélé         | Demarai Gray        | Georginio Wijnaldum | Jack Hendry             | Álvaro Medrán        | Robin Quaison               | Vitinho Marcel Tisserand Jordan Henderson              |
| al-Fateh SC     | Sofiane Bendebka   | Lucas Zelarayán  | Jason Denayer     | Djaniny                | Mourad Batna        | Marwane Saâdane     | Cristian Tello          | Jacob Rinne          | Christian Cueva             | Petros                                                 |
| al-Fayha FC     | Ricardo Ryller     | Gojko Cimirot    | Ghislain Konan    | Abdelhamid Sabiri      | Anthony Nwakaeme    | Henry Onyekuru      | Vladimir Stojković      | Fashion Sakala       |                             | Milan Pavkov Victor Ruiz Abril                         |
| al-Hazem        | Paulo Ricardo      | Bruno Viana      | Vina              | Faïz Selemani          | Muhammed Badamosi   | Júnior Moreno       | Tozé                    | Aymen Dahmen         |                             | Ben Hassan Traoré                                      |
| al-Hilal        | Malcom             | Michael          | Renan Lodi        | Bono                   | Rúben Neves         | Kalidou Koulibaly   | Sergej Milinković-Savić | Aleksandar Mitrović  | Neymar                      |                                                        |
| Ittihad FC      | Ahmed Hegazy       | Fabinho          | Jota              | Romarinho              | Karim Benzema       | N’Golo Kanté        | Luiz Felipe             | Abderrazak Hamdallah | Marcelo Grohe               | Igor Coronado                                          |
| Khaleej Club    | Lisandro López     | Ibrahim Šehić    | Mohamed Sherif    | Khaled Narey           | Fábio Martins       | Pedro Rebocho       | Ivo Rodrigues           | Jung Woo-young       |                             |                                                        |
| al-Nassr FC     | Talisca            | Alex Telles      | Marcelo Brozović  | David Ospina           | Otávio              | Cristiano Ronaldo   | Sadio Mané              | Aymeric Laporte      | Aziz Behich                 | Seko Fofana                                            |
| Al-Okhdood Club | Paulo Vítor        | Léandre Tawamba  | Sebastián Pedroza | Solomon Kwirkwelia     | Saviour Godwin      | Andrei Burcă        | Florin Tănase           | Álex Collado         |                             |                                                        |
| al-Raed         | Amir Sayoud        | Oumar Gonzalez   | Júlio Tavares     | Karim El Berkaoui      | Mohamed Fouzair     | Mathias Normann     | André Moreira           | Mamadou Loum         |                             |                                                        |
| Al-Riyadh SC    | Dino Arslanagić    | Didier Ndong     | Andre Gray        | Birama Touré           | Alin Toșca          | Martín Campaña      | Knowledge Musona        |                      |                             | Juanmi                                                 |
| al-Shabab       | Carlos             | Iago Santos      | Vitinho           | Yannick Carrasco       | Gustavo Cuéllar     | Romain Saïss        | Habib Diallo            | Ivan Rakitić         | Kim Seung-gyu               | Éver Banega                                            |
| al-Taawoun      | Flávio Medeiros    | Andrei Girotto   | Mailson           | Mateus                 | João Pedro          | Musa Barrow         | Aschraf El Mahdioui     | Cristian Guanca      |                             | Álvaro Medrán                                          |
| Al-Tai FC       | Victor Braga       | Enzo Roco        | Marko Dugandžić   | Robert Bauer           | Bernard Mensah      | Alfa Semedo         | Virgil Misidjan         | Andrei Cordea        |                             |                                                        |
| al-Wahda        | Anselmo            | Craig Goodwin    | Óscar Duarte      | Jawad El Yamiq         | Fayçal Fajr         | Munir El Kajoui     | Vito van Crooij         | Odion Ighalo         |                             | Jean-David Beauguel                                    |
| Damac FC        | Abdelkader Bedrane | Farouk Chafaï    | Moustapha Zeghba  | Georges-Kévin N’Koudou | Domagoj Antolić     | Tarek Hamed         | Assan Ceesay            | Nicolae Stanciu      |                             | Adam Maher                                             |

## Tabelle
| Pl.                       | Verein           | Sp. | S  | U  | N  | Tore    | Diff. | Punkte |
| ------------------------- | ---------------- | --- | -- | -- | -- | ------- | ----- | ------ |
| 1.                        | al-Hilal (P)     | 34  | 31 | 3  | 0  | 101:230 | +78   | 96     |
| 2.                        | al-Nassr FC      | 34  | 26 | 4  | 4  | 100:420 | +58   | 82     |
| 3.                        | al-Ahli (N)      | 34  | 19 | 8  | 7  | 067:350 | +32   | 65     |
| 4.                        | al-Taawoun       | 34  | 16 | 11 | 7  | 051:350 | +16   | 59     |
| 5.                        | Ittihad FC (M)   | 34  | 16 | 6  | 12 | 063:540 | +9    | 54     |
| 6.                        | al-Ettifaq       | 34  | 12 | 12 | 10 | 043:340 | +9    | 48     |
| 7.                        | al-Fateh SC      | 34  | 12 | 9  | 13 | 057:550 | +2    | 45     |
| 8.                        | al-Shabab        | 34  | 12 | 8  | 14 | 045:420 | +3    | 44     |
| 9.                        | al-Fayha FC      | 34  | 11 | 11 | 12 | 044:520 | −8    | 44     |
| 10.                       | Damac FC         | 34  | 10 | 11 | 13 | 044:450 | −1    | 41     |
| 11.                       | Khaleej Club     | 34  | 9  | 10 | 15 | 036:470 | −11   | 37     |
| 12.                       | al-Raed          | 34  | 9  | 10 | 15 | 041:490 | −8    | 37     |
| 13.                       | al-Wahda         | 34  | 10 | 6  | 18 | 045:600 | −15   | 36     |
| 14.                       | Al-Riyadh SC (N) | 34  | 8  | 11 | 15 | 033:570 | −24   | 35     |
| 15.                       | al-Okhdood (N)   | 34  | 9  | 6  | 19 | 033:520 | −19   | 33     |
| 16.                       | Abha Club        | 34  | 9  | 5  | 20 | 038:870 | −49   | 32     |
| 17.                       | Al-Tai FC        | 34  | 8  | 7  | 19 | 034:640 | −30   | 31     |
| 18.                       | al-Hazem (N)     | 34  | 4  | 12 | 18 | 034:760 | −42   | 24     |
| Stand: Saisonende 2023/24 |                  |     |    |    |    |         |       |        |

| Zum Saisonende 2023/24: |
| Saudi-Arabischer Meister, Teilnahme an der Gruppenphase der AFC Champions League Vizemeister und Qualifikation für die Gruppenphase der AFC Champions League Qualifikation für die Gruppenphase des AFC Cup Abstieg in die Saudi First Division League |

| Zum Saisonende 2022/23: |                                                                                             |
| (M)                     | Amtierender Meister: Ittihad FC                                                             |
| (P)                     | Amtierende Pokalsieger: al-Hilal                                                            |
| (N)                     | Aufsteiger aus der Saudi First Division League: al-Ahli, al-Okhdood, Al-Riyadh SC, al-Hazem |

## Torschützenliste

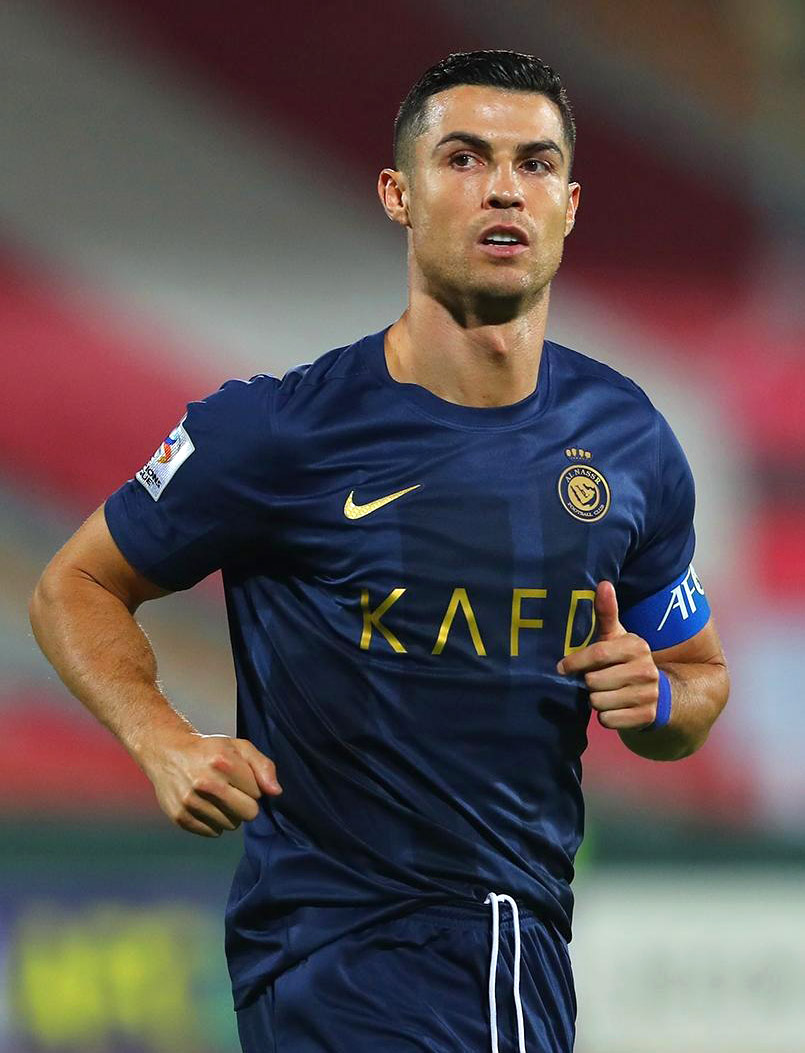
Cristiano Ronaldo

Stand: Saisonende 2023/24
| Platz | Spieler                 | Mannschaft                             | Tore |
| ----- | ----------------------- | -------------------------------------- | ---- |
| 1.    | Cristiano Ronaldo       | al-Nassr FC                            | 35   |
| 2.    | Aleksandar Mitrović     | al-Hilal                               | 28   |
| 3.    | Abderrazak Hamdallah    | Ittihad FC                             | 19   |
| 3.    | Fashion Sakala          | al-Fayha FC                            | 19   |
| 5.    | Firas al-Buraikan       | al-Fateh SC (4 Tore) al-Ahli (13 Tore) | 17   |
| 6.    | Talisca                 | al-Nassr FC                            | 16   |
| 7.    | Malcom                  | al-Hilal                               | 15   |
| 7.    | Georges-Kévin N’Koudou  | Damac FC                               | 15   |
| 7.    | Odion Ighalo            | al-Wahda                               | 15   |
| 10.   | Bernard Mensah          | Al-Tai FC                              | 14   |
| 10.   | Salem al-Dawsari        | al-Hilal                               | 14   |
| 12.   | Sadio Mané              | al-Nassr FC                            | 13   |
| 13.   | Moussa Dembélé          | al-Ettifaq                             | 12   |
| 13.   | Karim El Berkaoui       | al-Raed                                | 12   |
| 15.   | Riyad Mahrez            | al-Ahli                                | 11   |
| 15.   | Sergej Milinković-Savić | al-Hilal                               | 11   |
| 15.   | João Pedro              | al-Taawoun                             | 11   |
| 15.   | Cristian Tello          | al-Fateh SC                            | 11   |
| 15.   | Karl Toko Ekambi        | Abha Club (5 Tore) al-Ettifaq (6 Tore) | 11   |
| 20.   | Otávio                  | al-Nassr FC                            | 10   |
| 20.   | Franck Kessié           | al-Ahli                                | 10   |
| 20.   | Henry Onyekuru          | al-Fayha FC                            | 10   |

## TOP Assists

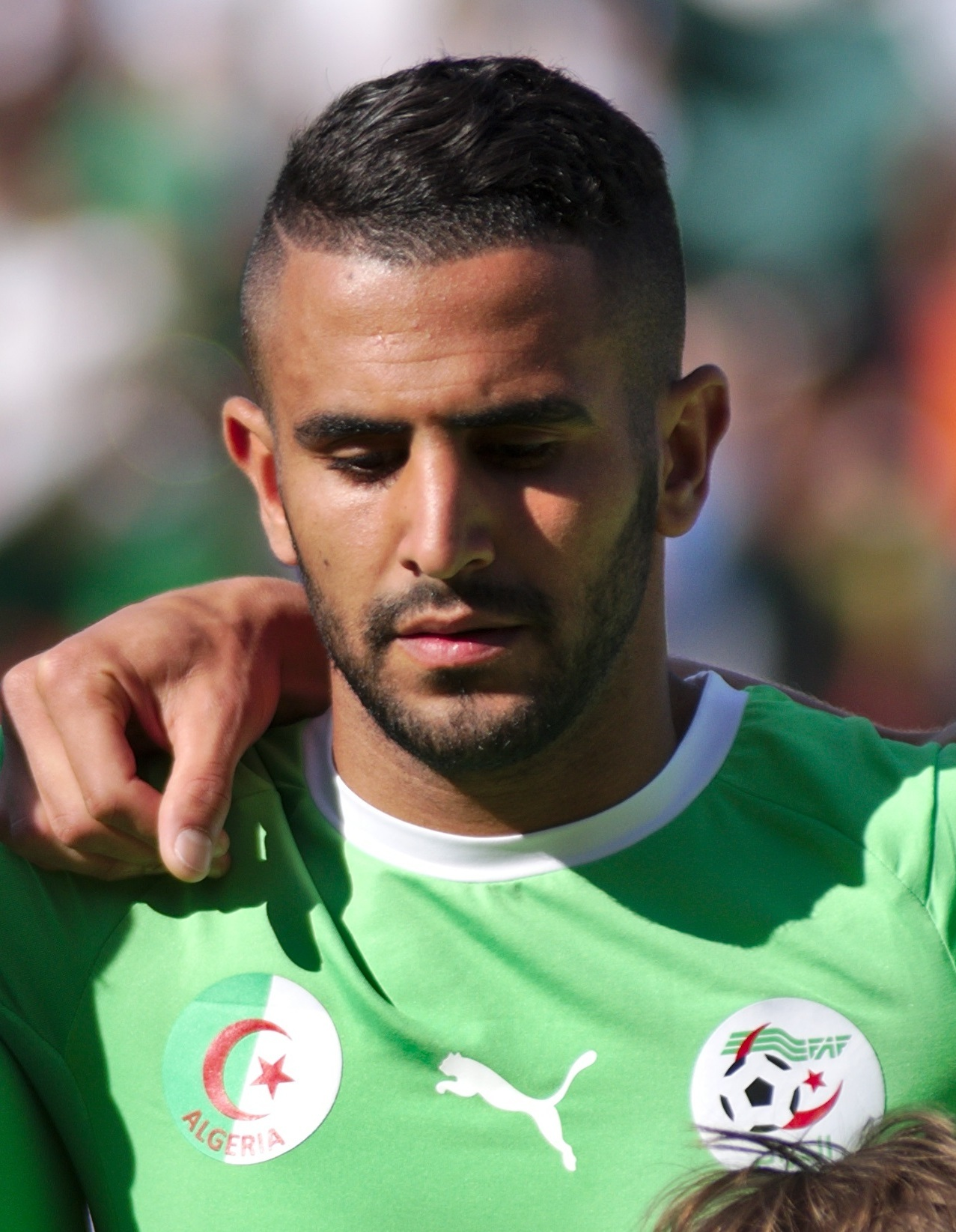
Riyad Mahrez

Stand: Saisonende 2023/24
| Platz | Name                    | Mannschaft                  | Assists |
| ----- | ----------------------- | --------------------------- | ------- |
| 1.    | Riyad Mahrez            | al-Ahli                     | 13      |
| 2.    | Rúben Neves             | al-Hilal                    | 12      |
| 3.    | Cristiano Ronaldo       | al-Nassr FC                 | 11      |
| 4.    | Álvaro Medrán           | al-Ettifaq                  | 10      |
| 4.    | Sergej Milinković-Savić | al-Hilal                    | 10      |
| 6.    | Allan Saint-Maximin     | al-Ahli                     | 9       |
| 6.    | Lucas Zelarayán         | al-Fateh SC                 | 9       |
| 8.    | Mourad Batna            | al-Fateh SC                 | 8       |
| 8.    | Fayçal Fajr             | al-Wahda                    | 8       |
| 8.    | Sadio Mané              | al-Nassr FC                 | 8       |
| 8.    | Firas al-Buraikan       | al-Ahli                     | 8       |
| 8.    | Marcelo Brozović        | al-Nassr FC                 | 8       |
| 13.   | Sultan al-Ghanam        | al-Nassr FC                 | 7       |
| 13.   | Mohammed al-Kuwaykibi   | al-Taawoun                  | 7       |
| 13.   | Karim Benzema           | Ittihad FC                  | 7       |
| 13.   | Igor Coronado           | Ittihad FC                  | 7       |
| 13.   | Yannick Carrasco        | al-Shabab (Saudi-Arabien)xx | 7       |
| 13.   | Tozé                    | al-Hazem                    | 7       |
| 13.   | Abdelhamid Sabiri       | al-Fayha FC                 | 7       |
| 13.   | Nicolae Stanciu         | Damac FC                    | 7       |

## Weiße Weste (Clean Sheets)

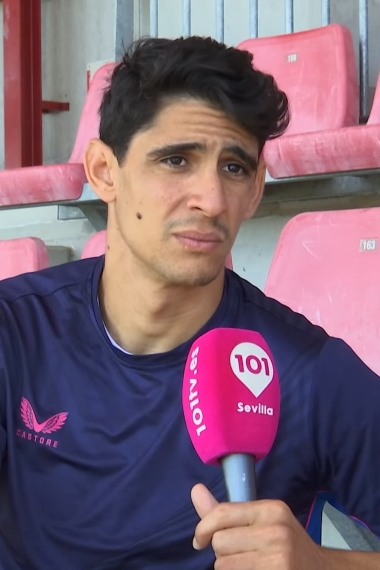
Yassine Bounou (Bono)

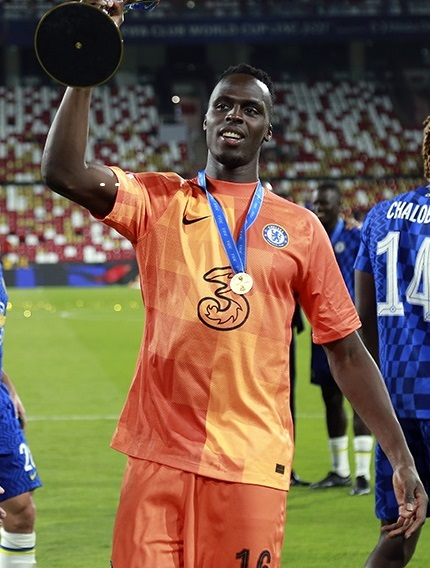
Édouard Mendy

Stand: Saisonende 2023/24
| Platz | Spieler              | Mannschaft               | Clean sheets |
| ----- | -------------------- | ------------------------ | ------------ |
| 1.    | Bono                 | al-Hilal (Saudi-Arabien) | 13           |
| 1.    | Édouard Mendy        | al-Ahli                  | 13           |
| 3.    | Mailson              | al-Taawoun               | 13           |
| 4.    | Paulo Victor         | al-Ettifaq               | 12           |
| 5.    | Vladimir Stojković   | al-Fayha FC              | 9            |
| 6.    | André Moreira        | al-Raed                  | 8            |
| 6.    | Ibrahim Šehić        | Khaleej Club             | 8            |
| 8.    | Marcelo Grohe        | Ittihad FC               | 7            |
| 8.    | Paulo Vítor          | al-Okhdood               | 7            |
| 10.   | Kim Seung-gyu        | al-Shabab                | 6            |
| 10.   | Aymen Dahmen         | al-Hazem                 | 6            |
| 10.   | Martín Campaña       | Al-Riyadh SC             | 6            |
| 13.   | Mustafa Malayekah    | al-Shabab                | 5            |
| 13.   | David Ospina         | al-Nassr FC              | 5            |
| 15.   | Victor Braga         | al-Tai FC                | 4            |
| 15.   | Moustapha Zeghba     | Damac FC                 | 4            |
| 15.   | Ciprian Tătărușanu   | Abha Club                | 4            |
| 18.   | Mohammed Al-Absi     | al-Shabab                | 3            |
| 18.   | Mohammed Al-Mahasneh | Damac FC                 | 3            |
| 18.   | Nawaf Al-Aqidi       | al-Nassr FC              | 3            |
| 18.   | Munir El Kajoui      | al-Wahda                 | 3            |
| 22.   | Raghed Al-Najjar     | al-Taawoun               | 2            |
| 22.   | Ahmad Al-Harbi       | al-Raed                  | 2            |
| 22.   | Abdullah Al-Mayouf   | Ittihad FC               | 2            |
| 22.   | Moataz Al-Baqaawi    | al-Tai FC                | 2            |

## Hattricks
Stand: Saisonende 2023/24
| Spieler                 | Verein      | Gegnerischer Verein | Ergebnis | Datum              |
| ----------------------- | ----------- | ------------------- | -------- | ------------------ |
| Roberto Firmino         | al-Ahli     | al-Hazem            | 3:1 (H)  | 11. August 2023    |
| Malcom                  | al-Hilal    | Abha Club           | 3:1 (A)  | 14. August 2023    |
| Cristiano Ronaldo       | al-Nassr FC | al-Fateh SC         | 5:0 (A)  | 25. August 2023    |
| Aleksandar Mitrović     | al-Hilal    | Ittihad FC          | 4:3 (A)  | 1. September 2023  |
| Odion Ighalo            | al-Wahda    | Damac FC            | 4:2 (H)  | 14. September 2023 |
| Bernard Mensah          | al-Tai FC   | al-Ettifaq          | 3:4 (A)  | 21. September 2023 |
| Cristian Tello          | al-Fateh SC | al-Wahda            | 5:1 (H)  | 30. September 2023 |
| Karim Benzema           | Ittihad FC  | Abha Club           | 4:2 (H)  | 10. November 2023  |
| Malcom                  | al-Hilal    | al-Hazem            | 9:0 (A)  | 25. November 2023  |
| Odion Ighalo            | al-Wahda    | Khaleej Club        | 3:1 (H)  | 25. November 2023  |
| Georges-Kévin N’Koudou  | Damac FC    | Abha Club           | 4:2 (H)  | 25. November 2023  |
| Sergej Milinković-Savić | al-Hilal    | Abha Club           | 7:0 (H)  | 21. Dezember 2023  |
| Talisca                 | al-Nassr FC | al-Hazem            | 4:4 (H)  | 29. Februar 2024   |
| Cristiano Ronaldo       | al-Nassr FC | al-Tai FC           | 5:1 (H)  | 30. März 2024      |
| Cristiano Ronaldo       | al-Nassr FC | Abha Club           | 8:0 (A)  | 2. April 2024      |
| Cristiano Ronaldo       | al-Nassr FC | al-Wahda            | 6:0 (H)  | 4. Mai 2024        |
| Karl Toko Ekambi        | al-Ettifaq  | Ittihad FC          | 5:0 (A)  | 10. Mai 2024       |

## Sonstiges
Der Portugiese Cristiano Ronaldo wurde Torschützenkönig. Nie zuvor erzielte ein Spieler 35 Tore in dieser Liga. Ronaldo wurde so zum ersten Spieler, der in vier verschiedenen Ländern Torschützenkönig wurde – dies gelang ihm zuvor in der englischen Premier League (1×), in der spanischen Primera División (3×) und in der italienischen Serie A (1×).